# Superpuchar Polski 2009
La 20ª edizione della Supercoppa di Polonia  si è svolta il 20 luglio 2009.
Al Dialog Arena di Lubin si scontrano il Wisla Cracovia, vincitore del campionato e il Lech Poznań, vincitore della coppa nazionale.
A vincere il trofeo è stato, per la quarta volta nella sua storia, il Lech Poznań, eguagliando così il record di vittorie della competizione appartenente al Legia Varsavia fissato appena l'anno prima.

## Tabellino
| Arbitro: | Paweł Gil |

|                              |                      |                                            |
| Diaz 37’                     | Marcatori            | 8’ Lewandowski                             |
| Głowacki Kirm Brożek Małecki | Tiri di rigore 3 – 4 | Bosacki Đurđević Lewandowski Peszko Štilić |